# Javier Estrada
Javier Estrada (Barcelona, 6 d'agost de 1976) és un cantant, actor i presentador català.

## Biografia
Nascut el 1976 a Barcelona, és llicenciat en administració i direcció d'empreses, i diplomat en psicologia per la Universitat Oberta de Catalunya. Va viatjar per tot Europa com a jugador de tennis professional i va apostar paral·lelament per una carrera musical com a cantant. El 2002, va entrar al programa de telerealitat Gran Hermano com a reserva i es va incorporar a la tretzena setmana al concurs, on finalment va ser expulsat en la semifinal, amb un 60% dels vots. El 2004 va concursar a La Granja VIP, a Xile, i va resultar ser el guanyador de l'edició.
Com a presentador, ha treballat en programes, com a Granjeras, (C13, Xile), Al pie de la letra (Antena 3) o La partida (TV3). A més, va començar la seva carrera musical el 2004, editant i produint els discos Mi alma llora, A pesar de lo que digan i Per tu.

## Produccions

### Discografia
- 2005 Mi alma llora
- 2008 A pesar de lo que digan
- 2011 Per tu

### Programes
- Doble T (Teletaxi TV) Presentador (2003).
- Ziga Zaga (Teletaxi TV) Presentador (2003).
- Granjeras Presentador (2005-2006) (C13, Xile).
- Doble T VIP (Teletaxi TV) Presentador (2006-2007).
- A mano (Antena.Nova) Presentador amb Estela Giménez (2007).
- Al pie de la letra (Antena 3) Presentador (2007-2009).
- La partida (TV3) Presentador (2010-2013).[1]
- ¿Quién manda aquí? (TVE), Presentador (2014).[2]
- Contigo aprendí (Canal Sur TV, Castilla-La Mancha Televisión, Telemadrid), Presentador (2014).

### Sèries de televisió
- Luna negra Protagonista amb Lorena Bernal. 196 capítols (2002-2004)
- Descarado (2006)
- C.L.A. No somos ángeles (Antena 3) (2007)